# Ortwin Hess
Ortwin Hess (né le 10 avril 1966) est un physicien théoricien d'origine allemande du Trinity College de Dublin (Irlande) et de l'Imperial College de Londres (Royaume-Uni), travaillant dans l'optique de la matière condensée. Reliant la théorie de la matière condensée et l'optique quantique, il se spécialise dans la nanophotonique quantique, la plasmonique, les métamatériaux et la dynamique des lasers à semi-conducteurs.

## Carrière
Hess est diplômé de l'Université d'Erlangen et de l'Université technique de Berlin. De 1995 à 2003, il est post-doctorant aux universités d'Édimbourg et de Marbourg puis devient membre du corps professoral de l'Institut de physique technique de Stuttgart, en Allemagne, en 1997. En 1998, il est professeur adjoint au Département de physique de l'Université de Stuttgart et, par la suite, il est également maître de conférences en photonique à l'Université de technologie finlandaise de Tampere. De 1997 à 1998, il est professeur invité à l'Université Stanford et en 1999/2000 professeur invité à l'Université de Munich. En juillet 2012, il est professeur invité à l'Abbe School of Photonics. Hess est actuellement titulaire de la chaire Leverhulme en métamatériaux à l'Imperial College de Londres et codirecteur du Centre for Plasmonics and Metamaterials.

## Recherches
En étudiant la lumière lente dans les métamatériaux, Hess découvre et explique le principe de "l'arc-en-ciel piégé"  par lequel les couleurs constitutives d'une impulsion lumineuse sont complètement arrêtées à différents points à l'intérieur d'une hétérostructure métamatérielle (ou plasmonique). Il est le pionnier des métamatériaux actifs avec gain quantique développe la théorie de la chiralité optique dans les métamatériaux nanoplasmoniques auto-organisés, et introduit le « laser à lumière arrêtée » comme nouvelle voie vers la cavité -nanolasage libre et localisation des polaritons de plasmon de surface amplifiés (SPP) qui rappellent la condensation SPP.
L'intérêt pour le domaine de la lumière « lente » et « arrêtée » découle de la perspective d'obtenir un bien meilleur contrôle des signaux lumineux, avec des effets extrêmement non linéaires dans les interactions entre la lumière et la matière, et des mémoires quantiques optiques facilitant de nouvelles architectures pour traiter l'information quantique. Avec les matériaux diélectriques conventionnels, ayant un indice de réfraction positif, il est impossible « d'arrêter » complètement les signaux lumineux qui se propagent, notamment en raison de la présence d'un désordre structurel. C'est une observation importante, que Hess fait à partir de ses études approfondies de la lumière lente dans les points quantiques semi-conducteurs et de la dynamique de leur émission spontanée près du point de lumière stoppée dans les cristaux photoniques. Hess montre théoriquement qu'un moyen de surmonter cette limitation fondamentale des médias conventionnels est d'utiliser des structures de guides d'ondes nanoplasmoniques,.
Hess développe des « méta-lasers » et propose le « nanolasage à lumière arrêtée ». Celui-ci exploite et unit ses compétences dans les métamatériaux nanoplasmoniques, la photonique quantique et les lasers à semi-conducteurs. Initialement, la motivation du travail est de compenser les pertes dissipatives dans les métamatériaux en introduisant un gain.